# Lambada (Ingin Jaya)
Lambada is een bestuurslaag in het regentschap Aceh Besar van de provincie Atjeh, Indonesië. Lambada telt 419 inwoners (volkstelling 2010).